# Magnus Palmqvist (1660–1729)

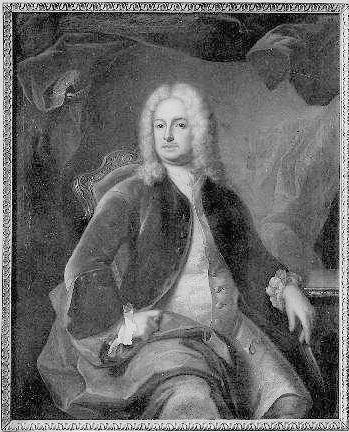
Magnus Palmqvist.

Magnus Palmqvist, född den 28 augusti 1660 i Stockholm, död i samma stad den 27 juli 1729, var en svensk krigare, son till Gustaf Palmqvist, bror till Erik och Johan Palmqvist samt far till Fredric Palmqvist.
Sedan Palmqvist genom grundliga studier, i synnerhet i de matematiska vetenskaperna, berett sig för inträde i rikets tjänst, ingick han 1678 som menig soldat vid Livgardet, blev 1681 fänrik och fem år senare löjtnant vid samma kår. År 1689 sökte och erhöll han Karl XI:s tillstånd att företa en utländsk resa för att fullkomna sig i militärvetenskapen. 
Palmqvist blev efter sin hemkomst 1691 kapten vid Livgardet men begav sig 1692 åter utomlands och deltog med franska armén i en mängd fältslag och belägringar i Nederländerna. Rik på kunskaper och erfarenhet, återkom han 1695 till Sverige, utnämndes 1696 till major vid Livgardet och befordrades 1698 till överste för ett värvat regemente i Wismar samt till kommendant i samma stad. 
År 1705 utses han till generalkvartermästare och direktör för fortifikationen och företog följande år en resa till Östersjöprovinserna för att sätta Viborgs fästning i stånd och visitera fästningarna i Estland och Livland. Tillkallad av Stenbock vid danska infallet i Skåne, kommenderade han vänstra flygeln i slaget vid Helsingborg och befordrades för sin tapperhet samma år 1710 till generalmajor. År 1712 upphöjd till friherre, utnämndes han 1719 till generallöjtnant. Han blev samma år landshövding i Västernorrlands län och insattes 1727 till president i Bergskollegium.